# Flagelloscypha virginea
Flagelloscypha virginea är en svampart som beskrevs av Massee ex W.B. Cooke 1961. Flagelloscypha virginea ingår i släktet Flagelloscypha och familjen Niaceae.   Inga underarter finns listade i Catalogue of Life.